# Spalteåbning
Planternes blade udveksler gas med atmosfæren via små 10 µm lange spalteåbninger, som på botanisk fagsprog kaldes stoma (af græsk stoma = "mund") og stomata (flertal), og som kan åbnes eller lukkes efter forholdene. Spalteåbningen er omgivet af to eller flere læbeceller, og ved hjælp af abscisinsyre kan planterne regulere deres turgortryk, sådan at de henholdsvis åbner og lukker spalteåbningen.
Spalteåbningerne kan findes på oversiden og/eller undersiden af planters blade eller nåle. Via spalteåbningerne diffunderer gasser fra og til den fugtige, indre overflade inde i bladet. Denne indre overflade er fraktallignende og har et areal, der er ca. 50 gange bladets ydre overflade.
Det tager ca. 15 minutter for planter at åbne eller lukke spalteåbningerne.
De fleste planter åbner spalteåbningerne om dagen (når der er lys, vand og CO2 til rådighed). Men hos kaktusarter og mange sukkulenter holdes spalteåbningerne lukkede om dagen, da de natten forinden har omdannet CO2 til æblesyre (C4H6O5) som kan bruges som kulstofkilde i fotosyntese om dagen i stedet for at bruge CO2 direkte fra luften. Derved formindskes fordampningen af vand fra bladene i dagtimerne. Disse planter kaldes CAM-planter. Ananas-planten og Agave er nogle af de mere kendte CAM-planter.
Planter fordamper næsten udelukkende vand ud gennem spalteåbningerne, selvom de kun udgør 1-2% af plantens samlede ydre overflade. For planter, som vokser naturligt i fugtige omgivelser, er ikke-stomata-fordampning kun 10% til sammenligning med en åben vandoverflade. For træer er ikke-stomata-fordampningen mindre end 0,5% og for kaktus- og sukkulentarter kun ca. 0,05%.